# Baños árabes de Baza
Los Baños árabes de Baza o de la Marzuela, también conocidos como Baños de la Judería, datan del siglo XIII (época almohade). A finales del siglo XIX fueron descubiertos por el historiador Manuel Gómez Moreno. Están estructurados en tres salas principales y son un buen ejemplo de baños urbanos relacionados con la antigua mezquita, actual Iglesia de Santiago. Estaban situados en el antiguo arrabal de Marzuela, actual barrio de Santiago.

## Cubiertas
Las cubiertas de los baños árabes se realizaban mediante bóvedas de cañón o de medio punto, aunque también las había esquifadas o de media naranja, construidas con una doble rosca de ladrillo. Tenían esta forma para evitar la condensación del vapor de agua en el techo y para que las gotas resbalasen por los muros laterales. Estaban revocadas con mortero de cal, tanto por el exterior como por el interior, en este caso además con pinturas, habitualmente de tonos rojizos. Presentaban una serie de orificios o claraboyas acristaladas, llamados lucernas (en árabe madawi), cuya función era permitir el paso de la luz solar, además de actuar como reguladores de la temperatura y de la acumulación del vapor en el interior de las salas, mediante un sistema móvil de apertura del cristal. Estas lucernas podían ser de varios tipos, aunque generalmente tenían forma de estrella de seis u ocho puntas, o de octógono.

## Zonas de acceso o vestíbulo
El acceso al interior propiamente dicho de los baños se realizaba a través del al-bayt al-maslaj o vestíbulo, al que se accedía directamente desde la calle. Era este un espacio semicubierto que albergaba otras dependencias como el ropero, las letrinas o el cuarto del vigilante. En el caso de nuestro baño, se estructura en forma de patio abierto, en torno al que se levantan espacios cubiertos en sus cuatro lados, a modo de galerías con tejados inclinados hacia el interior.
Esta zona servía de antesala al baño y era donde los bañistas se despojaban de sus ropajes y recibían el atuendo propio para tal menester: toallas, jabón, esponja, zancos de madera para no quemarse los pies y un par de cubos de madera.
En el suelo actual podemos observar restos de la primitiva solería de ladrillo y piedra (jabaluna), así como del darro o atarjea que evacuaba las aguas sucias del interior del recinto hasta el barranco que discurría al exterior del edificio (la actual calle del Agua). También se conservan las jambas de ladrillo de la puerta original que comunicaba con la calle, desde la época de funcionamiento del baño, entre los ss. XIII y XVI. 

## Sala fría
Su nombre en árabe es al-bayt al-barid, y equivalía al frigidarium de las termas romanas, modelo que siguieron después los baños árabes o hammam. Esta sala servía para la reaclimatación de los bañistas antes de abandonar el edificio, y también, en algunos casos, para recibir baños de agua fría, que recogían de la pileta que se observa a la derecha de la entrada.
Frente a la puerta podemos observar, encastrada en el suelo, una gran tinaja de vino, resto de lo que fue una bodega, una vez cerrado el baño para su uso original. También podemos contemplar dos espacios pequeños que rematan ambos extremos de la sala y que se utilizaban como pequeñas alcobas o recintos más privados, separados del resto de la sala por un arco geminado (doble) sostenido por una columna central de mármol y pilastras de ladrillo en los laterales.

## Sala templada
Su nombre en árabe es al-bayt al-wastani, y equivalía al tepidarium o sala templada de una terma romana. Era la sala principal del baño y en ella se desarrollaba la mayor parte de la estancia y actividad de los bañistas. Era la sala de vapor, en la que se recibían masajes, ungüentos, perfumes, o las mujeres se dedicaban a aplicarse tratamientos de belleza. Incluso esta sala era utilizada como lugar para comer o fumar en pipas de agua. En definitiva era el espacio de reunión por antonomasia del baño.
Arquitectónicamente es la sala más compleja. El espacio central, rodeado de columnas de diferentes facturas y materiales, está rematado por una bóveda esquifada (como si hubiésemos colocado boca abajo una barca). A esta zona central, la circundan cuatro pequeños ámbitos cubiertos por bóvedas de cañón, mientras que sus encuentros en las esquinas se solucionan mediante pequeñas bóvedas de media naranja.

## Sala caliente
Su nombre en árabe es al-bayt al-sajun, y equivalía al caldarium de una terma romana. En esta sala se recibían los baños de agua caliente y actuaba como una estufa o sauna. El calor se obtenía a través de un suelo radiante, hoy sustituido por el cristal, bajo el que se encuentra una cámara de combustión, subterránea, donde se pueden ver los restos de cuatro pilares de ladrillo que sustentaban dicho suelo. A esta cámara de combustión llegaban las llamas y el calor del fuego generado en el horno contiguo, evacuándose los humos producidos por la quema de combustible mediante cuatro chimeneas que se abren en las esquinas de este espacio, bajo el suelo.
La sala disponía de dos alcobas en los extremos de factura prácticamente igual a las ya descritas en la sala fría. Los bañistas utilizaban el agua muy caliente, casi en ebullición, que recogían de la caldera calentada por el horno y la vertían sobre su cuerpo, generando una gran cantidad de vapor y de calor. Esta acción la alternaban con otras rociadas de agua fría, constituyendo la parte fundamental del todo el proceso del baño, y solía contar con la ayuda de un servidor o bañero (kiyassa para los hombres y tayabaste para las mujeres) que enjabonaba y frotaba enérgicamente al bañista. 

## La sala de la leñera
El horno (al-furn) y la caldera de cobre (al-burma) donde se calentaba el agua se encontraban en esta sala, que constituía una zona auxiliar del edificio de los baños y a ella no tenían acceso los bañistas. Servía también como leñera para guardar el combustible empleado en el horno. A la derecha se puede ver un pequeño corredor que facilitaba el acceso a la boca del horno para su carga.
La cubierta de esta sala estaba solucionada mediante un tejado a un agua, siendo posible observar los restos de los mechinales o agujeros en el muro donde apoyaban las vigas del techo. 
A la izquierda de la sala se puede ver la estructura de ladrillo que constituía el horno (al-furn) con su boca de carga al fondo, así como el praefurnium o pequeño corredor que comunicaba con la cámara de combustión o hipocausto. Sobre esta estructura de ladrillo estaba colocada la caldera de cobre (al-burma), en la que se calentaba el agua para los bañistas que llegaba hasta el interior de la sala a través de una tubería y grifo hoy desaparecidos.